# Daisuke Katagami
Daisuke Katagami (片上 大輔) est un joueur professionnel japonais de shogi classé 7-dan. Il a également eu des responsabilités au sein de la Fédération japonaise de Shogi. Katagami pratique également le backgammon à haut niveau ; il a en particulier participé au championnat du monde en 2014 et est arrivé premier à un test de connaissances en backgammon qui y était organisé,.